# Liste de personnalités du bouddhisme
Vous trouverez ci-dessous une liste de personnalités qui se réclament ou qui se sont réclamés du bouddhisme.

## Personnalités historiques
- Siddhārtha Gautama, dit Śākyamuni, le Bouddha (-624/-544)

- Amoghavajra (705-774), traducteur et représentant du bouddhisme vajrayana mizong en Chine
- Ananda, cousin du Bouddha et l'un de ses principaux disciples
- Asanga, fondateur de l'école du Yogachara, frère de Vasubandhu
- Ashoka le Grand, empereur maurya de l'Inde ancienne
- Atisha, fondateur de la tradition kadampa du bouddhisme tibétain
- Bodhidharma, fondateur du t'chan en Chine, devenu le Zen au Japon
- Buddhadatta, commentateur du bouddhisme Theravâda
- Buddhaghosa, commentateur du bouddhisme Theravâda
- Chandrakirti
- Devadatta, cousin et adversaire du Bouddha
- Dharmakirti
- Chih I, fondateur de l'école Tien Tai
- Dogen Zenji, fondateur du Zen Soto, basé sur la tradition Caodong chinoise
- Eisai (XIIe siècle) moine japonais, visita la Chine et retourna dans son pays fonder la secte Zen Rinzai
- Fa-Tsang
- Faxian, pèlerin et traducteur
- Gampopa Dagpo Lharje (1079 - 1153), élève de Milarépa et fondateur de l'école Karma Kagyü du bouddhisme tibétain
- Garab Dorje (Prahévajra) fondateur de la tradition Dzogchen
- Gihwa (1376-1433) moine coréen Seon
- Hakuin Ekaku, Zen Rinzai
- Huiguo (743--805) moine bouddhiste de l'école tantrique chinoise, septième patriarche du bouddhisme Shingon
- Huike deuxième patriarche du Chan ;
- Huineng, 6e patriarche du Chan
- Ingen (XVIIe siècle) moine chan chinois, fondateur de la secte Zen Ōbaku
- Jinul (1158-1210) moine Seon coréen, fondateur du système de méditation coréen gong'an
- Jnânagupta, religieux, traducteur, élève de Jnânayashas
- Jnânayashas, traducteur
- Joshu (IXe siècle), moine Chan chinois
- Khandro Kalpa Zangmo
- Khungpo Nyaljor, fondateur de la lignée Shangpa Kagyü
- Kobo Daishi (774-835), connu sous le nom de Kūkai, moine japonais fondateur du Shingon
- Kūkai (774-835), de son nom honorifique Kobo Daishi, moine japonais fondateur du Shingon
- Kumarajiva (334-417), moine et traducteur
- Linji (IXe siècle) moine japonais, fondateur de la secte Zen Linji
- Luipa
- Longchenpa
- Kashyapa, disciple de Bouddha
- Mahaprajapati Gautami ou Pajapati Gotami, tante et mère adoptive du Bouddha et doyenne du sangha monastique féminin
- Marpa Lotsawa (1012-1096), dit Marpa le traducteur, Marpa de Lhobrag, élève de Naropa et fondateur de la lignée Kagyü du bouddhisme tibétain
- Milarépa(1052-1135), élève de Marpa Lotsawa et l'un des plus célèbres yogis du Tibet
- Ménandre (IIe siècle av. J.-C.), roi grec de Bactriane, célèbre pour son dialogue avec Na¯gasena à propos du bouddhisme dans le Milinda Panha
- Nāgārjuna, philosophe important du bouddhisme, un des fondateurs du bouddhisme mahāyāna
- Nāgasena (IIe siècle av. J.-C.), sage bouddhiste interrogé par le roi Milinda (voir ci-dessus)
- Nagpopa
- Naropa, élève de Tilopa, maître de Marpa Lotsawa et de Khungpo Nyaljor
- Nichiren Daishonin, fondateur du bouddhisme Nichiren
- Padmasambhava, ou Padmakāra ou Guru Rinpoche (environ 750), fondateur semi-légendaire du bouddhisme tibétain (image)
- Pema Lingpa
- Rahula, fils et disciple du Bouddha
- Rōben (VIIIe siècle), moine japonais, invita Simsang au Japon et fonda la tradition Kegon, basé sur l'école coréenne Hwaeom
- Ryōkan (XVIIIe siècle), moine et poète Zen japonais
- Saichō (IXe siècle) moine japonais, fondateur de la tradition Tendai, basée sur l'école chinoise Tiantai
- Sariputta, disciple de Bouddha
- Śāntideva, (VIIe siècle), philosophe indien
- Shenhui, 7e patriarche du Chan, promoteur du "subitisme"
- Shinran
- Shubhakarasimha(637－735) Traducteur et fondateur de l'école tantrique (Zhēnyán zōng 真言宗) en Chine
- Shuddhodana, père du Bouddha
- Simsang (VIIIe siècle), moine coréen, fondateur de la tradition Kegon japonaise
- Sri Singha Lama de tradition Dzogchen
- Tilopa (988 - 1069)
- Tsongkhapa
- Uisang (VIIe siècle), moine coréen, fondateur de la tradition Hwaeom tradition, basée sur l'école chinoise Huayan
- Vairotsana Traducteur tibétain et Dzogchenpa.
- Vajrabodhi(669－741)traducteur et représentant du bouddhisme vajrayana mizong en Chine
- Vasubandhu, frère d'Asanga et patriarche de l'école Yogacara
- Wonhyo (617-668), moine coréen, commentateur de sutras du bouddhisme mahâyâna
- Yashodhara, femme du Bouddha et doyenne des nonnes avec Mahaprajapati Gautami
- Yeshe Tsogyal disciple et parèdre de Padmasambhava
- Yijing, pèlerin et traducteur chinois
- Xuanzang, pèlerin et traducteur chinois

- Voir aussi la liste des dalaï-lamas.

## Autres personnalités

### Personnalités dubouddhisme theravâda/Vipassana
- Ven. Ananda Maitreya
- Ajahn Chah
- Ajahn Brahm
- Ajahn Mun
- Ayya Khema (1923-1997)
- Buddhadasa Bhikkhu
- Joseph Goldstein
- Jagdish Kashyap (1910-1976)
- Mahasi Sayadaw
- Sayadaw U Pandita
- Sharon Salzberg
- S. N. Goenka
- Walpola Rahula
- Webu Sayadaw, spécialiste d'ānāpānassati

### Personnalités dubouddhisme tibétain
- Chogyam Trungpa Rinpoché (1940-1987)
- Akong Rinpoché
- Chogyur Lingpa
- Jamyang Khyentsé Chökyi Lodrö (1893-1959)
- Matthieu Ricard (1946- )
- Shenphen Rinpoche Tulkou né en France en 1969
- Marc Jutier (1962- )
- Sakyong Mipham Rinpoché, le Sakyong (1962- )
- Tenzin Gyatso, le 14e dalaï-lama (1934- )
- Dagpo Rimpotché, (1932- ), Lama tibétain Gelugpa vivant en France
- Loungri Namgyél Rinpoché, (1927- ), Lama tibétain Gelugpa vivant en France
- Dhardo Rinpoché (1917-1990)
- Guendune Rinpoché (1918-1997), Lama tibétain Kagyupa ayant vécu en France
- Ole Nydahl (1941- )
- Pema Chödrön (1936- )
- Reginald Ray
- Lama Denys (1949- )
- Tarthang Tulku
- Dudjom Rinpoché
- Dilgo Khyentse Rinpoché
- Shashi Dhoj Tulachan
- Shamar Rinpoché
- Taï Sitou Rinpoché
- Lama Gyourmé, (1948- ), Lama bouthanais Kagyupa vivant en France
- Kalou Rinpoché
- Sogyal Rinpoché
- Sakya Trizin
- Tenzin Delek Rimpoche
- Tenga Rinpoché
- Gyaltsab Rinpoché
- Khandro Rinpoché
- Gendhun Choekyi Nyima (1995- )
- Trinley Thaye Dorje, 17e Karmapa (1983- ]
- Orgyen Trinley Dorje, 17e Karmapa (1985- ]
- Thubten Gyatso, le 13e Dalai Lama (1876-1933)
- Lama Anagarika Govinda
- Agvan Dorjiev (1854-1938)
- Fabrice Midal: fondateur de l'Ecole Occidentale de Méditation

### Personnalités duZen
- Thich Nhat Hanh (1926-2022)
- Robert Aitken, Rōshi (1917-2010 )
- Tenshin Reb Anderson (1943-)
- Zentatsu Richard Baker, Roshi (1936-)
- Jan Chozen Bays
- Charlotte Joko Beck (1917-2011)
- Zoketsu Norman Fischer (1946-)
- Tetsugen Bernard Glassman, Roshi (1939-)
- Joan Halifax (1942- )
- Daiun Harada, Roshi (1871-1961)
- Ikkyû (1394-1481)
- Sandra Jishu Holmes
- Le vénérable Hsu Yun (1840-1959)
- Philip Kapleau, Roshi (1912-2004)
- Dainin Katagiri (1928-1990)
- Jiyu Kennett, Roshi (1924-1996)
- Chân Không, (1938- )
- Geri Larkin
- John Daido Loori, Roshi
- David Loy (1947-)
- Taizan Maezumi, Roshi (1931-1995)
- Kyozan Joshu Sasaki, Roshi (1907-2014)
- Seung Sahn, Soen Sa (1927-2005)
- Le vénérable Shêng Yen (1931- )
- Eido Shimano, Roshi (1932-2018)
- Daisetz Teitaro Suzuki (1870-1966)
- Shunryu Suzuki, Roshi (1904-1971)
- Hakuun Yasutani, Roshi (1885-1973)
- Kodo Sawaki, Roshi (1880-1965)
- Taisen Deshimaru, Roshi (1915-1982)
- Taixu (1890-1947)
- Roland Rech, Dendokyoshi  (1944- )

- Voir aussi la liste des patriarches du chan et du zen

### Personnalités d'autres traditions
- Bhimrao Ramji Ambedkar (1891-1956)
- Stephen Batchelor (1953- )
- Yogi Chen (1906-1987)
- Edward Conze (1904-1979)
- Anagarika Dharmapala (1864-1933)
- Natalie Goldberg
- Daisaku Ikeda (1928- )
- Edouard Salim Michael (1921-2006)
- C.A.F. Rhys Davids (1857-1942)
- T.W. Rhys Davids (1843-1922)
- Jan Willis
- Sangharakshita (1925-2018)
- Gary Snyder
- Han Yong-un (dit Manhae ; 1879-1944)
- Prajñānanda (1910-1993)

### Vulgarisateurs occidentaux
- Alexander Berzin
- Alexandra David-Néel
- Serge-Christophe Kolm
- Robert Thurman
- Carmen Tórtola Valencia
- Gombozhab Tsybikov
- Alan Watts
- Catherine Barry: Voix Bouddhistes de 1997 à 2007 sur France 2; spécialiste du bouddhisme

### Personnalités bouddhistes contestées
- Shoko Asahara (1955- )

- Wu Zetian